# Сейні Кунче
Сейні Кунче (1931—1987) — політичний і державний діяч держави Нігер.

## Життєпис
Народився 1 липня 1931 в Нігері. За етнічною належністю — джерма. Народився у сім'ї традиційної знаті. Військову освіту отримав у Військовій школі генерального штабу в Парижі. Служив у французьких збройних силах. У 1966—1973 заступник начальника генштабу збройних сил Нігеру, а з червня 1973 — начальник генштабу. 15 квітня 1974 р. очолив військовий переворот, в результаті якого був повалений президент Нігеру А.Діорі. Став головою Вищої військової ради, головою уряду і головою держави, а також міністром оборони. Проводив реформи в економіці. Помер від хвороби 10 листопада 1987 р.